# NGC 7757
NGC 7757 je spirální galaxie v souhvězdí Ryb. Její zdánlivá jasnost je 12,4m a úhlová velikost 2,4′ × 1,7′. Je vzdálená 138 milionů světelných let, průměr má 95 000 světelných let. Galaxie je členem skupiny galaxií LGG 482. Galaxie je v Katalogu pekuliárních galaxií zařazena ve skupině spirálních galaxií se společníkem s vysokým povrchovým jasem jako Arp 68. Objekt objevil 24. září 1830 John Herschel.

## Skupina galaxií skupina NGC 7757 (LGG 482)
| Galaxie  | další označení | Vzdálenost / miliony ly |
| -------- | -------------- | ----------------------- |
| NGC 7731 | PGC 72128      | 135                     |
| NGC 7732 | PGC 72131      | 136                     |
| NGC 7750 | PGC 72367      | 137                     |
| NGC 7757 | PGC 72491      | 138                     |
| NGC 7756 | PGC 72493      | ?                       |